# Barchessone Vecchio
Il Barchessone Vecchio (Al Barcsòn Vècc in dialetto mirandolese) è uno storico edificio agricolo delle valli mirandolesi situato nelle campagne a sud della frazione di San Martino Spino, nel comune di Mirandola, in provincia di Modena.
La struttura venne realizzata nel XIX secolo per l'allevamento dei cavalli, attività agricola tipica della zona dal medioevo fino agli anni 1960.
Definito anche come la "basilica delle valli mirandolesi" per la sua somiglianza con le antiche chiese paleocristiane, il Barchessone Vecchio è caratterizzato da un'insolita pianta poligonale con 16 lati (esadecagono), atipica per questa zona rurale, e un'abitazione ottagonale al piano superiore, unica nella serie di barchessoni presenti intorno.

## Storia
Grazie all'abbondanza di zone umide e prati naturali, la zona delle valli mirandolesi era nota da tempi immemorabili per l'allevamento di cavalli di razze pregiate: infatti, un documento storico attesta che il 7 luglio 1461 il duca di Ferrara Borso d'Este si recò a San Martino Spino per acquistare un puledro. Gli allevamenti delle razze equine Coniera, Villana e Zanetta furono gestiti dai Pico, signori della Mirandola, fino alla loro decaduta nel 1711 e in seguito dai duchi Estensi di Modena, che la diedero in gestione ai marchesi Menafoglio.
Il Barchessone Vecchio venne realizzato nel 1824, a seguito di un'idea di Ercole Castelli, fattore camerale della tenuta dei conti Menafoglio.

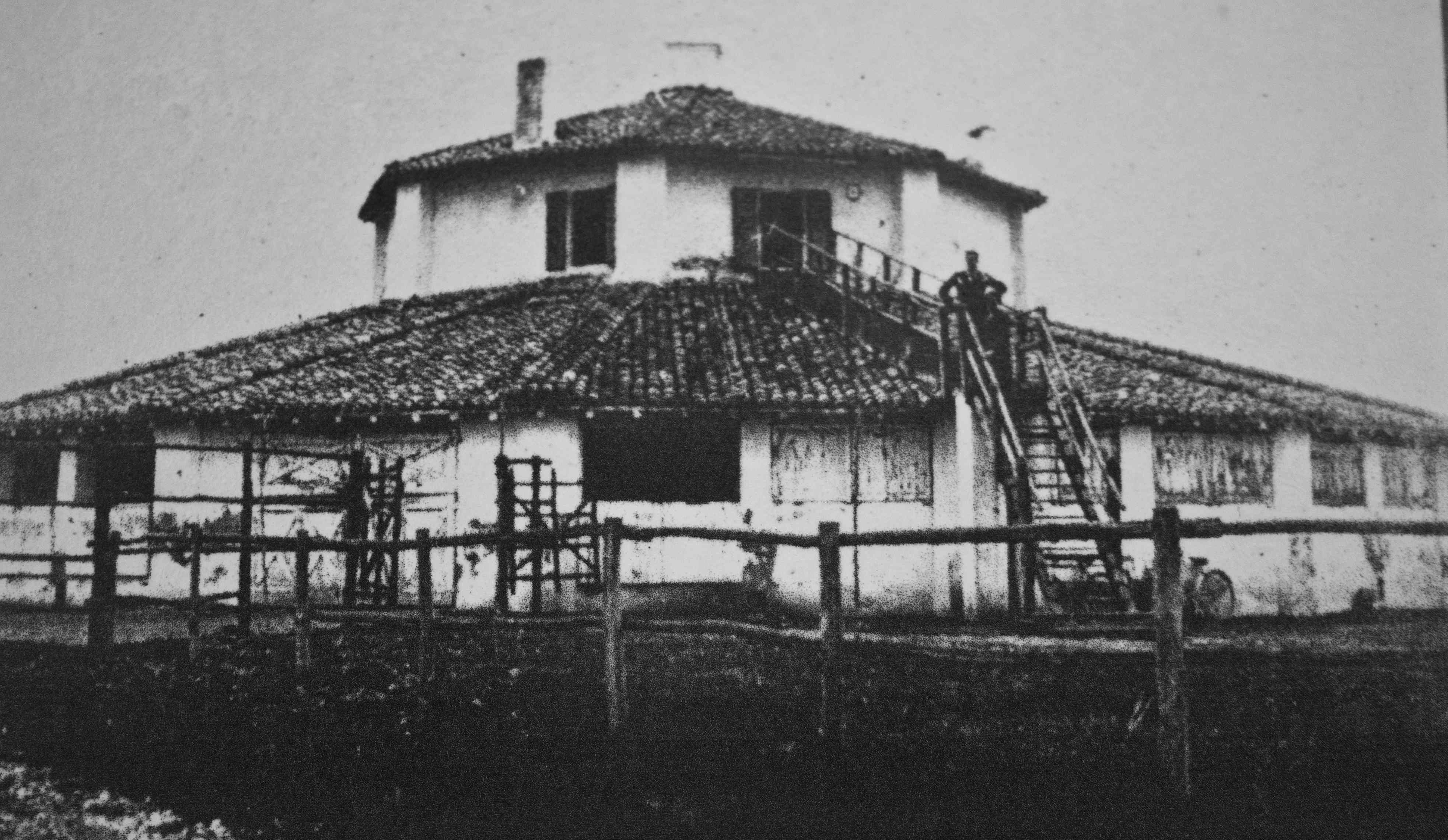
Antica immagine del Barchessone Vecchio

In seguito all'Unità d'Italia, nel 1860 la tenuta di 671 ettari passò nel demanio del Regno d'Italia che lo cedette al barone Vincenzo Belinda nel 1862. Tuttavia la tenuta venne riacquistata dall'Esercito Italiano nel 1880 e con regio decreto del 19 aprile 1883 fu istituito il 5° Centro di Allevamento Quadrupedi nella tenuta di Portovecchio, che fu molto importante soprattutto per rifornire i fronti della prima guerra mondiale con i propri cavalli e muli. Il centro fu utilizzato anche durante la seconda guerra mondiale, quando i nazisti concentrarono fino a 7.000 cavalli nel 1944. Con l'avvento della motorizzazione, il Centro rifornimento quadrupedi di Mirandola venne chiuso nel 1954 e l'edificio venne abbandonato, unitamente alle strutture militari circostanti.
Negli anni 1997-1998 l'edificio è stato recuperato e completamente restaurato, con una spesa di 1.211.500.000 di lire, dall'architetto Fabio Reggiani (1958-2016). Al piano terra è stata realizzata una sala per conferenze, eventi e mostre, mentre al piano superiore ha trovato sede il centro di educazione ambientale "La Raganella" dell'amministrazione comunale di Mirandola per la divulgazione scientifica-ambientale degli habitat della bassa modenese.
Il 17 luglio 2011 l'edificio venne danneggiato da una scossa di terremoto di magnitudo 4.7 con epicentro vicino a Sermide.
In seguito al disastroso sisma del 2012, il cui epicentro del 20 maggio (magnitudo 5.9) si verificò a circa 6,5 km di distanza, il Barchessone Vecchio è stato gravemente lesionato ed è tuttora inagibile. In attesa del ripristino, le attività di educazione ambientale proseguito all'interno di una struttura di legno provvisoria situata a fianco, chiamata Baita delle Valli.

## Struttura

Barchessone Vecchio prima del restauro del 1997

Il Barchessone Vecchio ha una struttura a due piani con pianta esadecagonale (16 lati) con un diametro di 28 metri. Tre serie concentriche di pilastri, disposti a corona su fondamenta isolate a plinto, sorreggono le travi lignee del tetto. Il pavimento è realizzato con mattoni in cotto disposti a spina di pesce.
Il piano superiore ottagonale, adibito ad alloggio del fattore, è sorretto dalla serie più interna dei pilastri della stalla e da una grande colonna centrale, al cui interno fu ricavata una scala a chiocciola comunicante con la scuderia sottostante, che originariamente era l'unico collegamento fra la stalla e l'abitazione. In seguito venne realizzata una scala in legno esterna, per accedere al piano superiore direttamente dall'esterno, poi sostituita nel 1954 dall'attuale scala in muratura. Il tetto dell'abitazione culmina con una lanterna in mattoni.
Sui lati della scuderia è presente una coppia di grandi finestroni rettangolari, con apertura a ribaltina, che venivano aperti per alimentare i cavalli dall'esterno.

## Altri barchessoni
Nelle valli mirandolesi furono realizzati per l'alimentazione di cavalli allo stato brado numerosi barchessoni, ognuno dei quali contraddistinto dal toponimo locale: Barbiere (il secondo più noto), Portovecchio (del 1892) e Fieniletto, mentre i barchessoni Cappello, Pascolo e Casalvecchio furono distrutti alla fine degli anni 1950 rispettivamente per incuria e da due incendi.